# Kenneth Arrow
Kenneth Joseph Arrow (New York, 1921. augusztus 23. – Palo Alto, Kalifornia, 2017. február 21.) amerikai közgazdász. 1972-ben elnyerte a közgazdasági Nobel-emlékdíjat John Hicks-szel.

## Élete
1921. augusztus 23-án született New Yorkban a zsidó származású Harry Arrow és Lilian Greenberg gyermekeként. Anyja Jászvásárból, apja a közeli Podu Iloaieiből származott.
A Townsend Harris High Schoolban érettségizett, majd a City College of New York szerzett matematikus diplomát 1940-ben.
1945-ben házasságot kötött Selma Schweitzerrel, aki 2015-ben hunyt el. Két gyermekük született David Michael és Andrew Seth, akik mindketten színészek lettek. Andrew felesége Donna Lynne Chamblin színésznő. Arrow testvére Anita Summers közgazdász. Unokaöccse Lawrence Summers közgazdász, aki pénzügyminiszter és a Harvard Egyetem elnöke volt. Sógorai voltak Robert Summers és Paul Samuelson közgazdászok.

## Magyarul megjelent művei
- Egyensúly és döntés. Válogatott tanulmányok; ford. Farkas Katalin, Simonovits András, Szabó Judit, vál., bev. Kornai János; Közgazdasági és Jogi, Bp., 1979
- Kenneth J. Arrow; összeáll. Kornai János; MKKE Rajk László Szakkollégium, Bp., 1984 (Szakkollégiumi füzetek)

## Kitüntetései
- John Bates Clark-érem (1957)
- Közgazdasági Nobel-emlékdíj (1972)
- Neumann János elméleti díj (1986)
- Nemzeti Tudományos Érem (2004)